# La Machine
La Machine är en kommun i departementet Nièvre i regionen Bourgogne-Franche-Comté i de centrala delarna av Frankrike. Kommunen ligger i kantonen La Machine som tillhör arrondissementet Nevers. År 2022 hade La Machine 3 213 invånare.

## Befolkningsutveckling
Antalet invånare i kommunen La Machine
| Referens: INSEE |